# Auschwitz-Kreuz

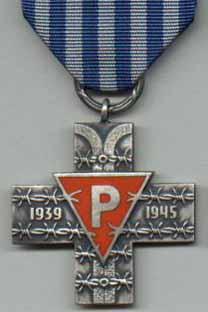
Polnisches Ehrenzeichen Krzyż Oświęcimski (1985 bis 1999)

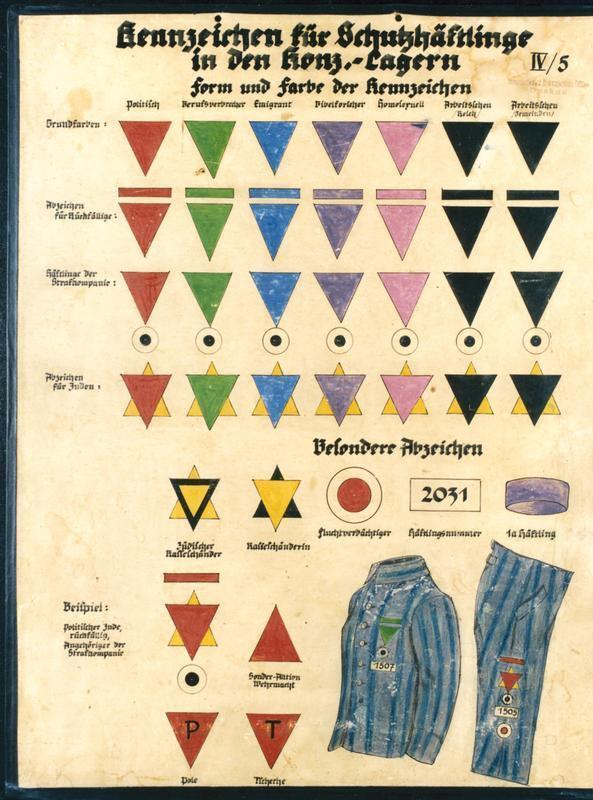
Kategorisierung/Kennzeichnung der Häftlinge

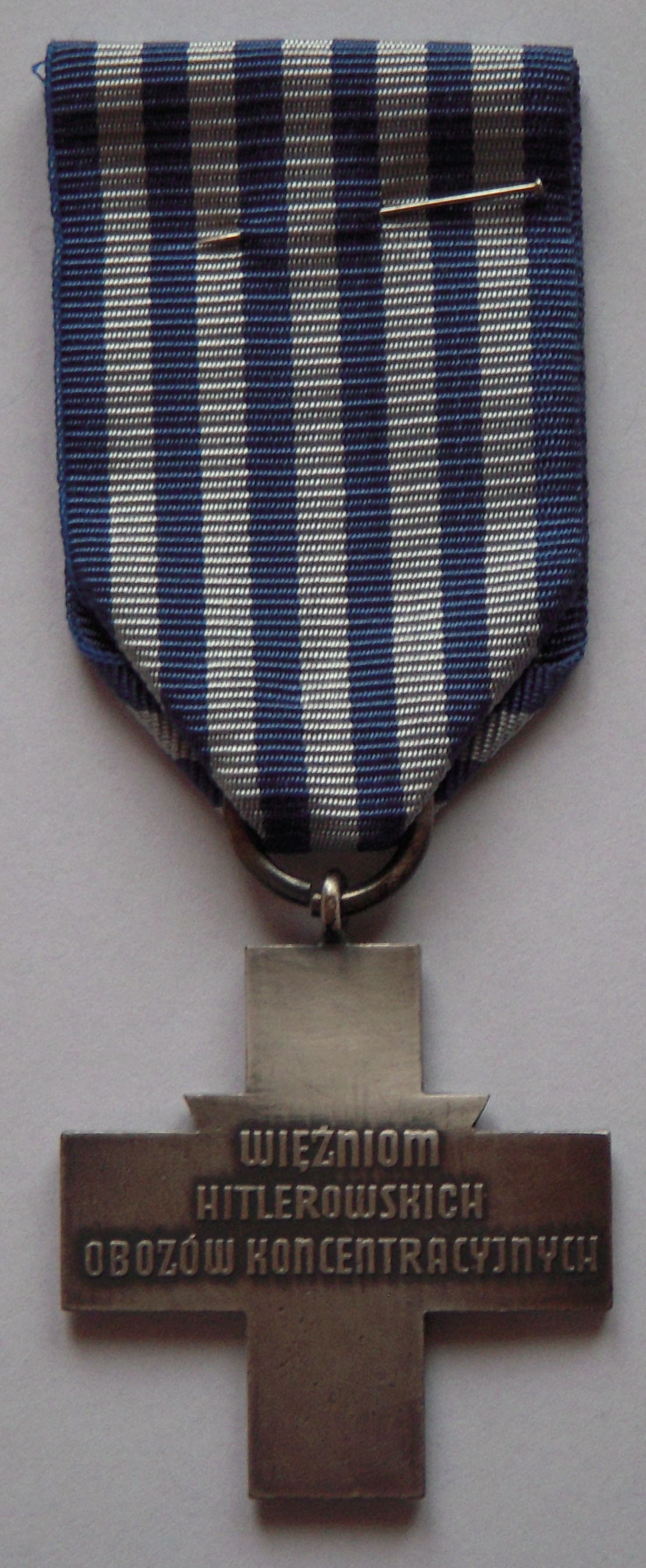
Rückseite

Das Auschwitzkreuz (Krzyż Oświęcimski) ist ein polnisches Ehrenzeichen, mit dem vom 14. März 1985 bis 1999 (bzw. noch im Februar 2004 Greta Ferusic) ehemalige Gefangene der KZs geehrt wurden, auch Nicht-Polen und bereits Verstorbene. Der Orden besteht aus einem silbernen Kreuz, worauf Stacheldraht läuft. In seiner Mitte befindet sich der Rote Winkel mit dem Buchstaben P, wie ihn polnische Gefangene (bzw. „Schutzhäftlinge“ in der Terminologie der Nationalsozialismus) auf der Kleidung in den Konzentrationslagern trugen. Darin eingeprägt sind die Jahreszahlen 1939 und 1945, auf seiner Rückseite steht die Inschrift „PRL / WIĘŹNIOM / HITLEROWSKICH / OBOZÓW KONCENTRACYJNYCH“ („Die Volksrepublik Polen an Gefangene der Hitler-Konzentrationslager“).